# Керкез, Страхиня
Страхи́ня Ке́ркез (греч. Στραχίνια Κέρκεζ, серб. Страхиња Керкез; 13 декабря 2002, Белград) — кипрский футболист, защитник словацкого клуба «Тренчин».

## Биография

### Клубная карьера
Родился в 2002 году в Белграде в семье игрока сборной Боснии и Герцеговины и будущего тренера Душана Керкеза. С 2007 года его отец выступал за кипрский АЕЛ Лимасол, воспитанником которого и является Страхиня.
В составе АЕЛа Керкез-младший дебютировал в сезоне 2020/21, отыграв 12 матчей в чемпионате Кипра. Летом 2021 года он перешёл в австрийский клуб второй лиги «Юниорс», где сыграл 7 матчей. Летом следующего года заключил контракт со словацким клубом «Тренчин».

### Карьера в сборной
В составе молодёжной сборной Кипра принимал участие в отборочном турнире молодёжного чемпионата Европы 2023.